# Puig d'en Marrana
El Puig d'en Marrana és un turó de 93 metres que es troba al municipi de Sant Jordi Desvalls, a la comarca del Gironès.